# 김종혁 (언론인)
김종혁(金鍾赫, 1962년 10월 19일 ~ )은 대한민국의 언론인 출신 정치인이다. 국민의힘 조직부총장을 역임했다.

## 학력
- 서울북성국민학교 (졸업)
- 중동중학교 (졸업)
- 마포고등학교 (졸업)
- 고려대학교 정경대학 (정치외교학 / 학사)

## 경력
- 1982.05~1984.11 대한민국 육군 병장
- 1987.10~2003.02 중앙일보 기자
  - 중앙일보 사회부 기자
  - 중앙일보 편집국 국제부 차장대우
  - 중앙일보 편집국 정치부 차장대우
  - 중앙일보 편집국 정치부 차장
- 2003.02~2006.01 중앙일보 편집국 국제부 워싱턴특파원
- 2006.01~2007.01 중앙일보 편집국 정책사회데스크
- 2007.01~2008.01 중앙일보 사회부문 부에디터
- 2008.01~2008.11 중앙일보 사회에디터
- 2008.11~2009.08 중앙일보 문화스포츠에디터
- 2009.08~2010.12 중앙일보 국장대리·행정국장·문화스포츠에디터
- 2010.12~2012.06 중앙SUNDAY 편집국장
- 2012.06~2013.12 중앙일보 편집국장
- 2013.12~2015.11 중앙일보 마케팅본부장·중앙엠엔씨 대표이사·상무보
- 2015.12~2018.09 JTBC 보도부문 대기자·상무보
- 2018.09~2018.11 JTBC미디어텍 보도제작부문 대표이사·상무보
- 2018.11~2020.12 JTBC미디어텍 보도제작부문 대표이사·상무
- 2021.07~2021.09 국민의힘 최재형 제20대 대통령 선거 예비후보 열린캠프 정책본부 언론·미디어정책 총괄
- 2021.12 국민의힘 살리는 선거대책위원회 중앙선대위 산하 위원회 내일이 기대되는 대한민국위원회 부위원장
- 2022.03 제8회 전국동시지방선거 고양시장 예비후보
- 2022.06~2022.12 국민의힘 혁신위원회 대변인
- 2022.09~2023.03 국민의힘 비상대책위원
- 2022.11 경제사회연구원 미디어센터장
- 경제사회연구원 이사
- 2022.12~ 국민의힘 경기도당 고양시병 당협위원장
- 2023.03~ 한국정치평론가협회 상임부회장
- 국민의힘 공정미디어위원장
- 2023.12~2024.08 국민의힘 조직부총장
- 2024.02~2024.04 국민의힘 경기-서울 리노베이션TF 위원
- 2024.03~2024.04 제22대 국회의원선거 국민의힘 중앙선거대책위원회 종합상황실 조직본부장
- 2024.06~2025.07 국민의힘 원외당협위원장협의회장
- 2024.08~2024.12 국민의힘 최고위원
- 2025.04~2025.05: 국민의힘 한동훈 제21대 대통령 선거 경선후보 국민먼저 캠프 특보단장
- 2025.05~2025.07: 제21대 대통령 선거 국민의힘 김문수 대통령 후보 경기도 선거대책위원회 공동선거대책위원장

## 방송
| 연도            | 방송 채널 | 제목          | 담당 | 비고 |
| --------------- | --------- | ------------- | ---- | ---- |
| 2016.01~2017.09 | JTBC      | JTBC 뉴스현장 | 진행 |      |
| 2021.04         | TV조선    | TV조선 강적들 | 패널 |      |
| 2021.06~2022.10 | JTBC      | 썰전 라이브   | 패널 |      |

## 역대 선거 결과
| 실시년도 | 선거   | 대수 | 직책     | 선거구       | 정당     | 득표수   | 득표율          | 순위 | 당락 | 비고 |
| -------- | ------ | ---- | -------- | ------------ | -------- | -------- | --------------- | ---- | ---- | ---- |
| 2024년   | 총선   | 22대 | 국회의원 | 경기 고양 병 | 국민의힘 | 72,332표 | \| \| 45.93% \| | 2위  | 낙선 |      |
|          | 45.93% |      |          |              |          |          |                 |      |      |      |